# It bag

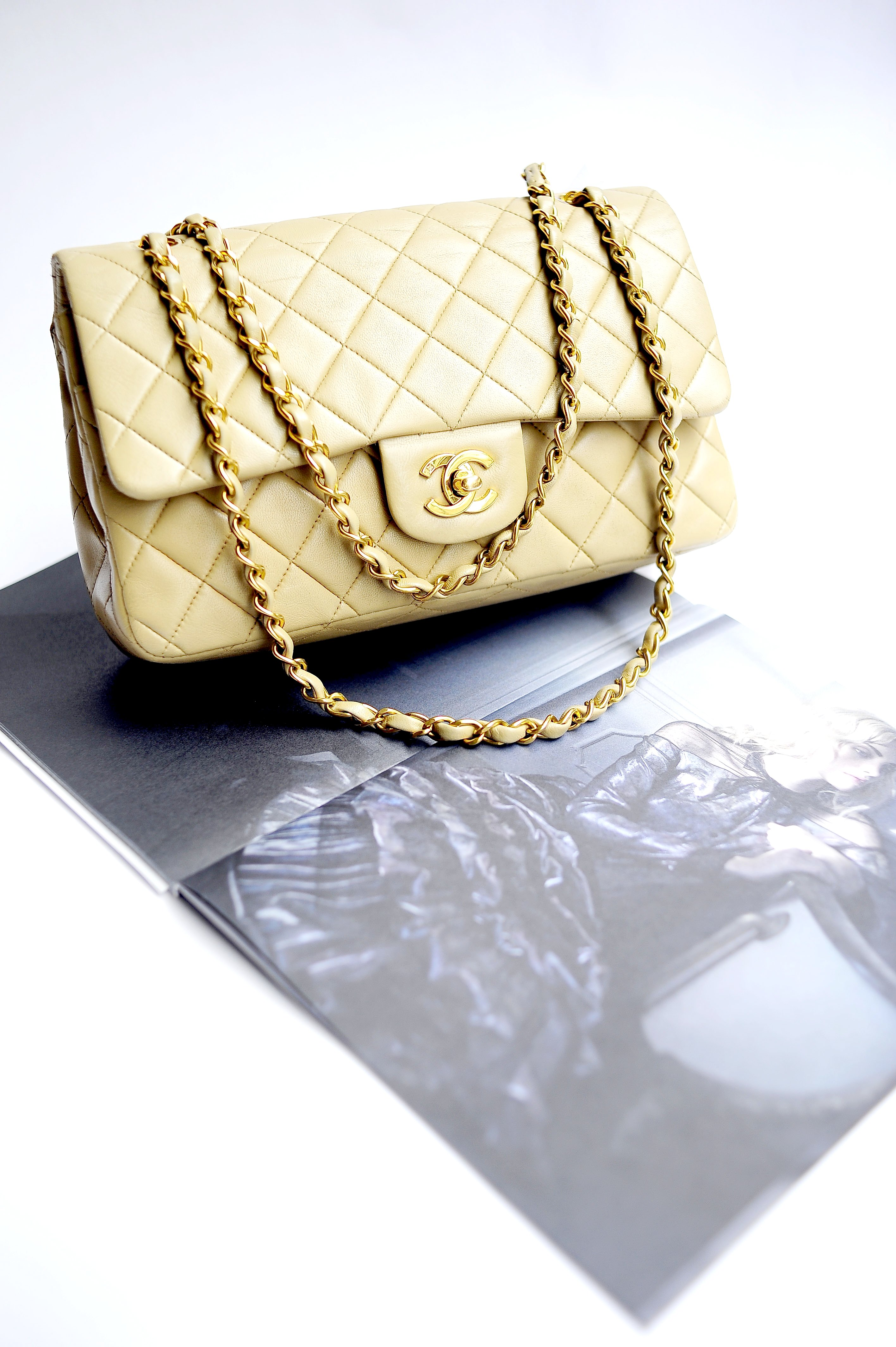
Le 2.55 de Chanel, modèle de it bag.

It bag est le nom donné à un sac à main de luxe devenu populaire et identifiable.

## Historique
Le phénomène est apparu dans l'industrie de la mode, surtout avec le sac Baguette,. Il est nommé dans les années 1990 ; alors que la mode est terne, apparaissent certaines éléments colorés prenant de l'importance : « Le look uni et monochrome de cette décennie a créé une toile austère sur laquelle les sacs à main pouvaient briller » précise Vogue. Le nom apparait d'après une affirmation de Suzy Menkes : « a bag that does « it » for you ». À partir de cette époque, les nombres de sacs, créés par les grandes marques, explosent, explorant souvent des collaborations avec des artistes ou designers, mais également des séries limitées afin de rendre cet accessoire plus désirable à court terme.
Pourtant, historiquement, le « premier » it-bag reste le sac Kelly en 1956 suivi du Birkin 28 ans plus tard, tous deux fabriqués par Hermès. Dans les années 2000, Louis Vuitton fait dessiner des sacs, avec des collaborations artistiques, qui connaitront aussi un grand succès. Dans les années 2020, les grandes marques augmentent ostensiblement les tarifs de leurs sacs iconiques, tel le Timeless de Chanel ou ceux d'Hermès ; l'une des raisons reste le souhait des marques d'éviter la vulgarisation de leurs produits par les influenceuses.